# 伊藤ヒロ
伊藤 ヒロ（いとう ひろ、1970年代 - ）は日本の男性脚本家、ライトノベル作家。

## 経歴・人物
当初は会社員であったが、会社に嫌気がさしていた時期にアダルトゲーム制作関係者からの誘いを受けたことからシナリオを書き始め、アダルトゲームのシナリオ、企画等を担当する。後にライトノベル、テレビアニメの脚本にも参加。
脚本家の「伊藤イツキ」を「仕事場シェアリングをしている仲間」としているが、他方で事実上自身の別名義であることを認める発言もしている。
氏賀Y太と交流があり、彼の主催するトークイベントにも参加している。

## 作風
アダルトゲームにおいては「夢幻廻廊」シリーズなどにみられるようなハードな調教シーンやグロテスク描写、人外との性行為シーンなどアブノーマルな描写を含んだものも多いが、他方でSFファンタジー的な要素や、2ちゃんねるやオタクネタを取り込んだコメディ色の強い作品も多数手がける。
ライトノベルでもパロディやコメディ要素を多く打ち出すものの、一方で猟奇的なバイオレンス描写も少なくない。
テレビアニメにおいては現在サブライターとしての参加に留まっていることもあり上記のハードな部分はなりを潜めているが、「聖闘士星矢Ω」でのストーカー的な女性キャラクターの描写等アクの強いエピソードも担当している。

## 主な参加作品

### アダルトゲーム
- 松島枇杷子は改造人間である。
- ドーターメーカー2
- 戦場デ少女ハ躰ヲカケル
- ああっお嬢様っ
- R.U.R.U.R 〜ル・ル・ル・ル〜 このこのために、せめてきれいな星空を
- 夢幻廻廊
- ク・リトル・リトル 〜魔女の使役る、蟲神の触手〜
  - ク・リトル・リトル ～グレートハンティング～
- プリンセスX 僕の許嫁はモンスターっ娘!?
  - プリンセスXFD ～許嫁は終わらない!?～
- くびわ学級 ボクは幼なじみ様のしもべです

### ライトノベル
- 魔法少女禁止法（2010年8月 一迅社／2013年10月 - 2014年11月 KADOKAWA 全2巻）
- 百合×薔薇（2011年3月 - 2013年7月 スーパーダッシュ文庫 全3巻）
- 魔王が家賃を払ってくれない（2011年9月 - 2014年4月 ガガガ文庫 全7巻）
- Fate/kaleid liner プリズマ☆イリヤ（2013年8月 - 9月 角川スニーカー文庫 全2巻）- 原作：ひろやまひろし、TYPE-MOON
- ただし、彼はヤンデレにさえモテません（2013年8月 - 12月 MF文庫J 全2巻）
- 女騎士さん、ジャスコ行こうよ（2014年9月 - 2015年9月 MF文庫J 全4巻）
- 騎士王候補の守護執事（2015年3月 - 7月 GA文庫 全2巻）
- ラスボスちゃんとの終末的な恋愛事情（2016年2月 - 5月 GA文庫 全2巻）
- S20 戦後トウキョウ退魔録（2016年2月 - 6月 NOVEL 0 全2巻）- 共著：峰守ひろかず
- （この世界はもう俺が救って富と権力を手に入れたし、女騎士や女魔王と城で楽しく暮らしてるから、俺以外の勇者は）もう異世界に来ないでください。（2017年3月 MF文庫J）
- 家畜人ヤプーAgain（2017年6月 鉄人社）- 共著：満月照子、原作：沼正三
- 童貞を殺す大魔王! 例のセーターを着たサキュバス姫（2017年7月 美少女文庫）
- マヨの王 某大手マヨネーズ会社社員の孫と女騎士、異世界で《密売王》となる（2017年11月 ダッシュエックス文庫）
- ビキニアーマー装備の隣のママさん勇者は好きですか?（2018年3月 美少女文庫）
- ××管理しないで、後輩さん 最強Sデレ少女と恋をしよう（2018年6月 美少女文庫）
- エルフ騎士さん、エロマンガ島行こうよ（2019年3月 美少女文庫）
- 傷痍アルファ ある青年将校の帰還（2019年3月 徳間書店）
- 異世界誕生（2019年8月 - 10月 講談社ラノベ文庫 全2巻）

### 一般小説
いずれも「伊藤尋也」名義。
- 小学生刑事（2020年9月 小学館）
- 孫むすめ捕物帳 かざり飴（2021年10月 小学館文庫）
- 土下座奉行（2023年5月 - 小学館文庫 既刊3巻）

### アニメ脚本
- 銀河機攻隊 マジェスティックプリンス

### その他
- ラノベの教科書（2012年11月 三才ブックス）
本作は「水島ジュンジ」名義の著作で、それに「伊藤ヒロが監修」という形をとっているが当時出版社との関係上の理由で別名義を使用したことを後に公表している[7]。

## 伊藤イツキ名義

### ライトノベル
- 緋色のルシフェラーゼ

### アニメ脚本
- ドルアーガの塔
- 聖闘士星矢Ω